# هوكي الميدان في الألعاب الأولمبية الصيفية 2024
ستقام منافسات هوكي الميدان في دورة الألعاب الأولمبية الصيفية 2024 في باريس في الفترة من 27 يوليو إلى 9 أغسطس في ملعب إيف دو مانوار، وهو مرفق من ارث دورة الألعاب الأولمبية الصيفية لعام 1924 حيث كان الملعب الرئيسي بتلك الدورة. سيتنافس أربعة وعشرون فريقًا (اثنا عشر لكل من الرجال والسيدات) ضد بعضهم البعض في البطولات الخاصة بهم. 